# Vallée du Haut-Rhin moyen
La Vallée du Haut-Rhin moyen, également connue sous le nom de Rhin romantique, est une section de 65 kilomètres de long de la vallée du Rhin entre Bingen et Coblence en Allemagne. Elle a été inscrite sur la liste du patrimoine mondial de l'UNESCO en juin 2002 pour son ensemble unique associant un patrimoine géologique, historique, culturel et industriel.

Vue panoramique sur la vallée du Haut-Rhin depuis Niederheimbach. De gauche à droite, le château Stahleck, Bacharach, Niederheimbach, Lorch (Hesse), le château Sooneck, Trechtingshausen, enfin une zone de Grauwacke. Septembre 2017.

Les roches du site sont de type sédimentaire, et ont été constituées à la période géologique du Dévonien.  La gorge fut creusée à des périodes géologiques plus récentes, bénéficiant de l'effondrement du fossé rhénan. Le fleuve coule dorénavant dans un canyon atteignant par endroits 200 mètres de profondeur, comme au niveau du rocher de la Lorelei.
La vallée bénéficie d'un climat doux et héberge différentes espèces animales et végétales qui ne se trouvent habituellement pas dans la région. Ses flancs ont depuis longtemps été aménagés en terrasses, en particulier pour des vignobles sur les versants exposés au sud (voir Vignoble du Rhin-moyen).
Les hommes se sont très tôt installés sur ses rives et le fleuve a constitué une importante route commerciale en Europe centrale depuis l'époque préhistorique. Ces petites villes ont peu changé au cours de l'histoire, les lieux ne leur permettant généralement pas de s'étendre. Avec le succès du commerce apparurent les premiers châteaux forts, et la région devint le cœur économique du Saint-Empire romain germanique. Elle fut touchée directement par la guerre de Trente Ans, qui occasionna la destruction de la plupart des châteaux, désormais l'une des attractions principales de la région. Après avoir été l'une des frontières du Premier Empire français (voir: République cisrhénane), la vallée échut au XIXe siècle à la Prusse et la vallée romantiquement associée à la grandeur de l'Allemagne.
Cette partie de la vallée du Rhin est l'objet d'un très riche folklore, tel le château légendaire figurant dans l'opéra Le Crépuscule des dieux. Le festival annuel du Rhin en feu propose de spectaculaires feux d'artifice à Saint-Goar en septembre et à Coblence en août. Ils sont le mieux visibles à partir de l'un des nombreux bateaux affrétés pour l'occasion.

## Navigation

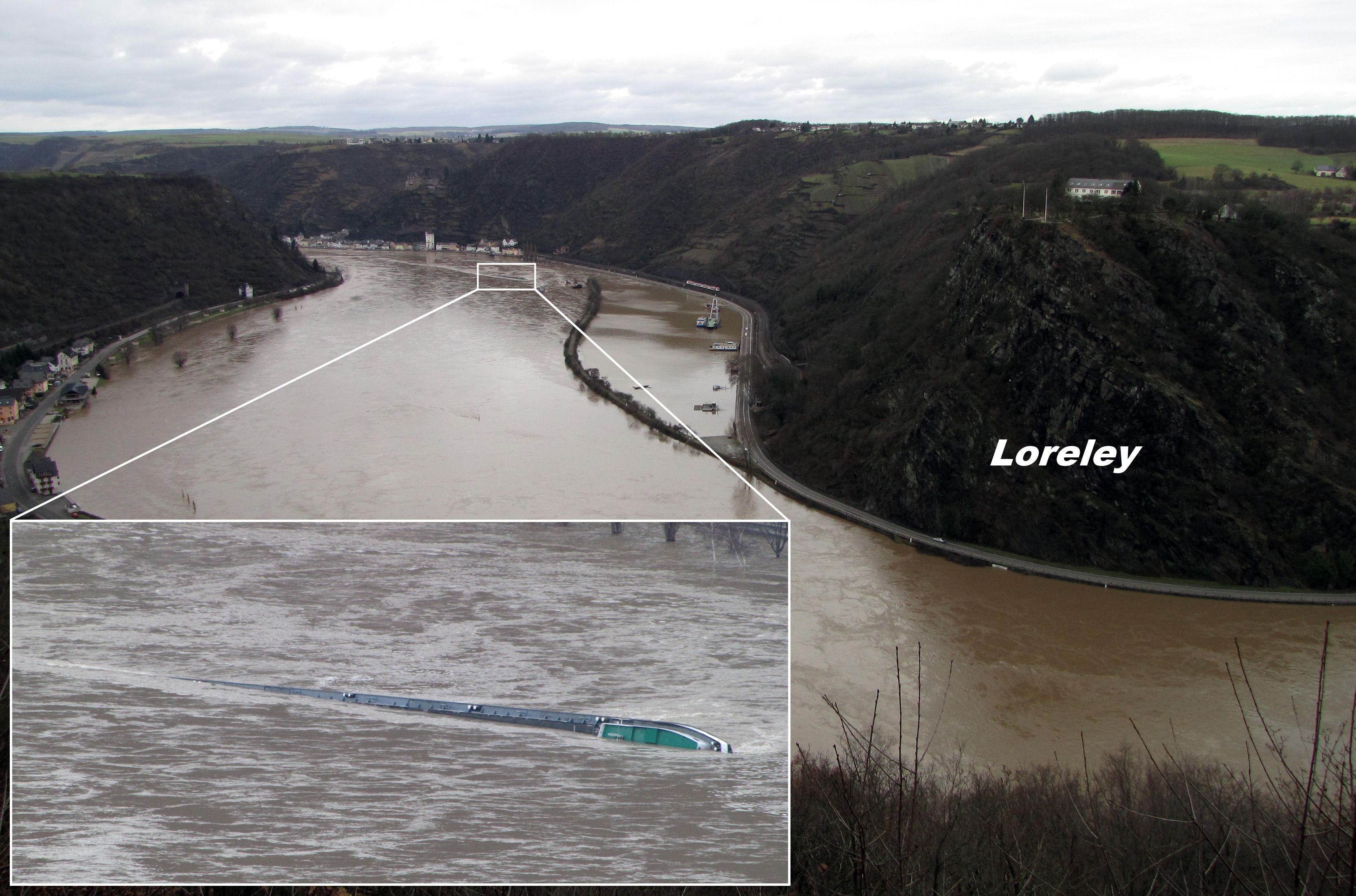
Naufrage du Waldhof en janvier 2011 à proximité de la Loreleï.

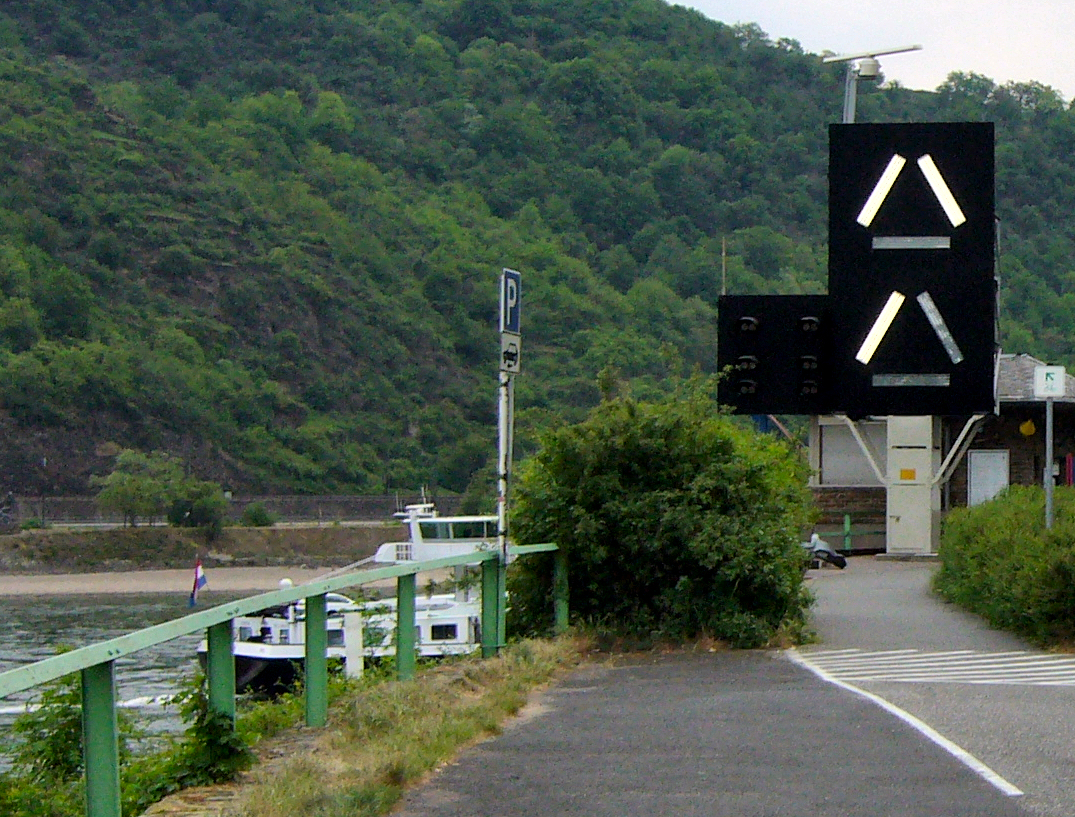
Signalisation à Saint-Goar.

La navigation est relativement dangereuse sur ce tronçon, d'une part pour la déclivité relativement importante du fleuve et d'autre part pour le relief traversé, qui détermine un cours parfois sinueux et des rochers dans le lit du fleuve, comme aux environs de la Loreleï. Ce qui fonde sans doute pour partie la légende de celle-ci, mais qui a aussi justifié la mise en place d'un système de gestion de la circulation des bateaux, le Wahrschau am Mittelrhein /  Middle Rhine Warning System.

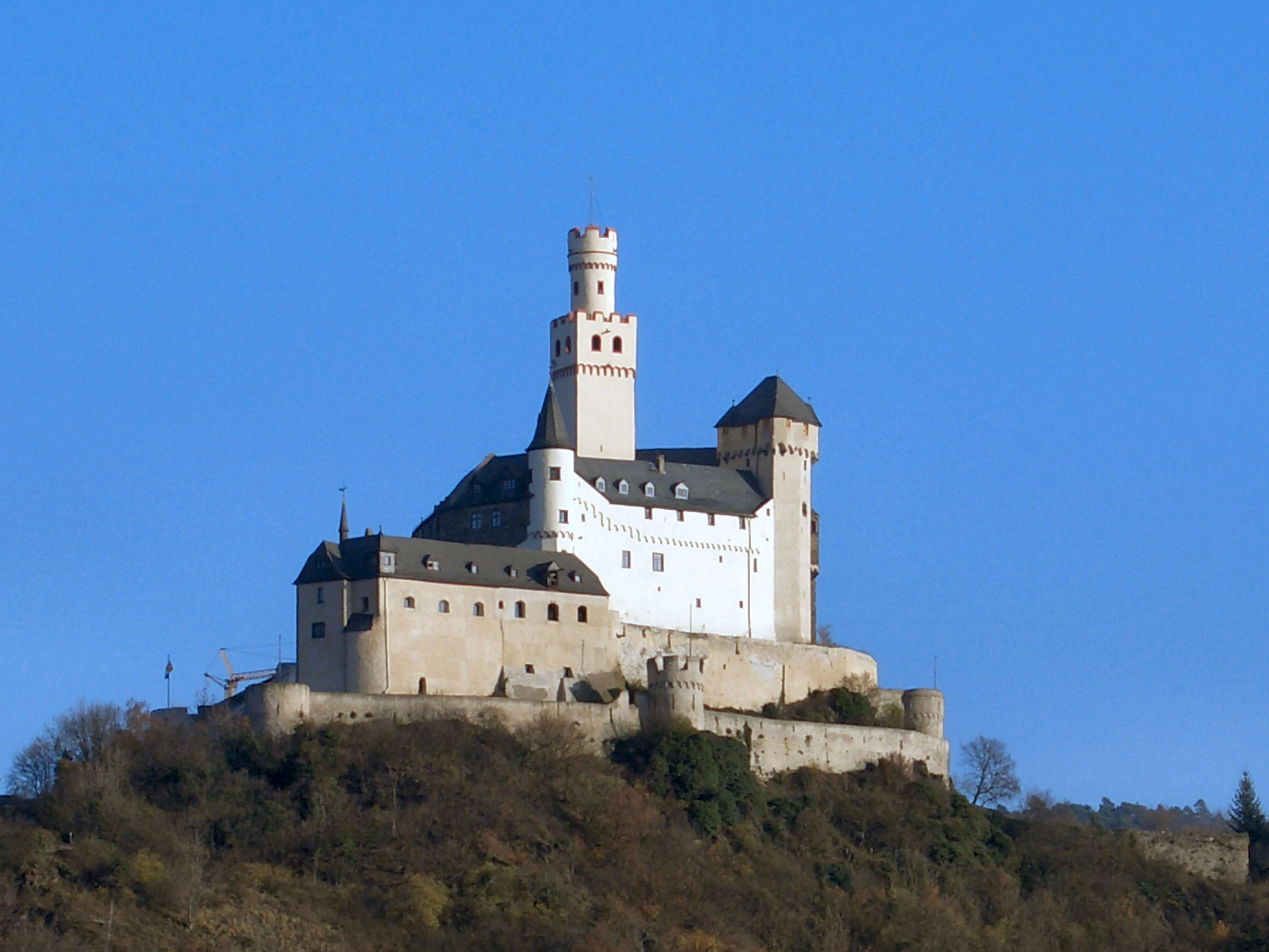
Château du Marksburg.
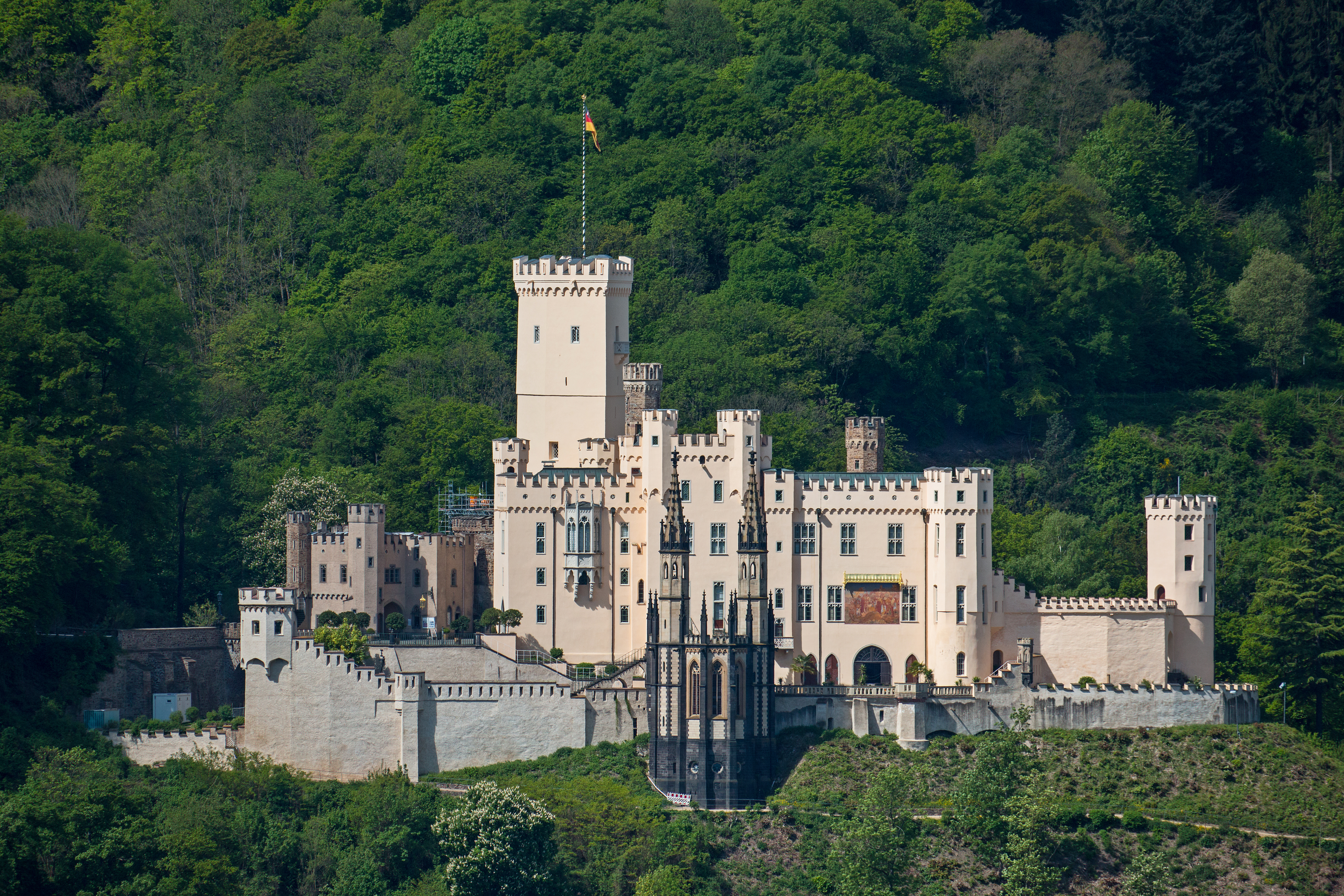
Château de Stolzenfels.
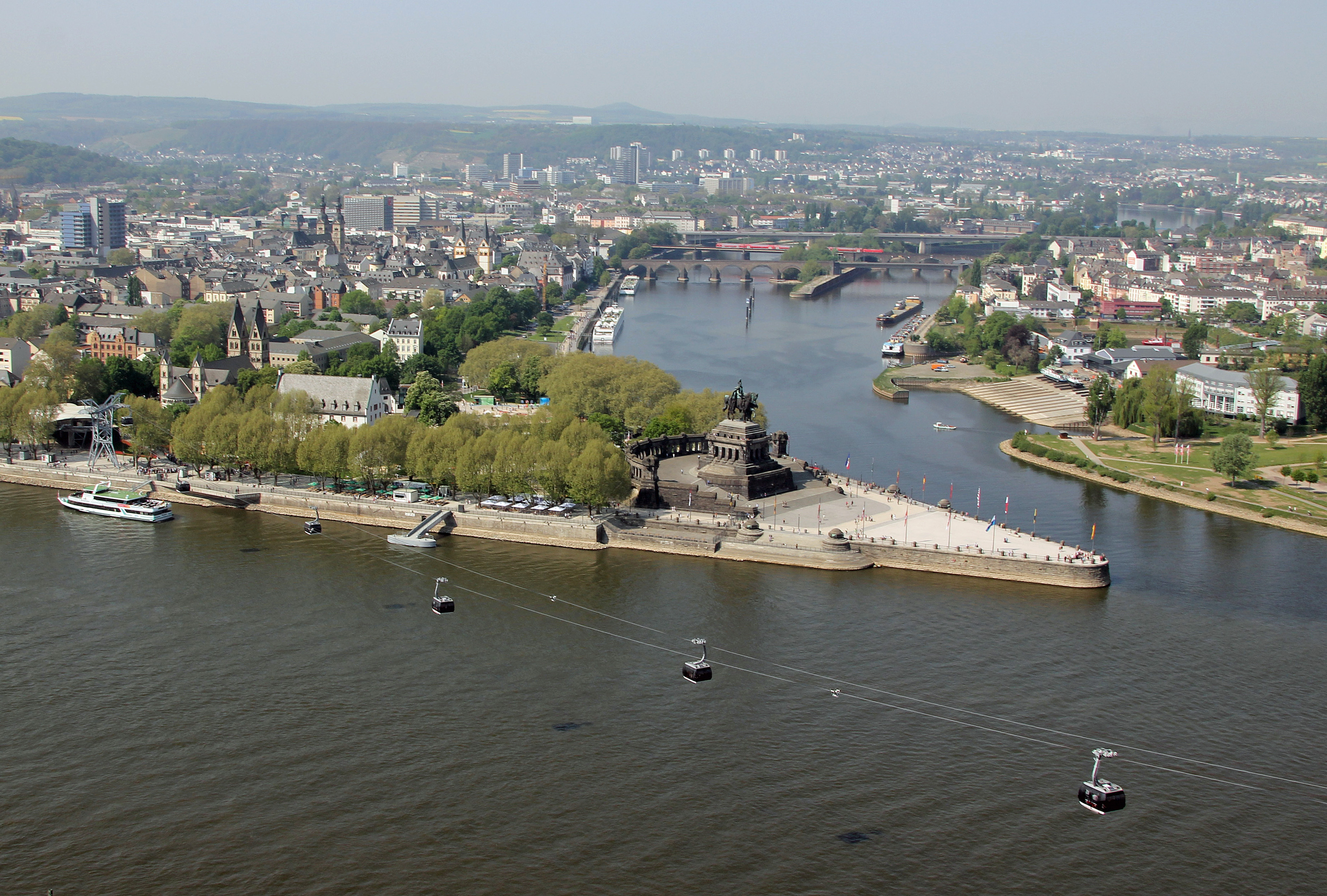
Le Deutsches Eck à Coblence.
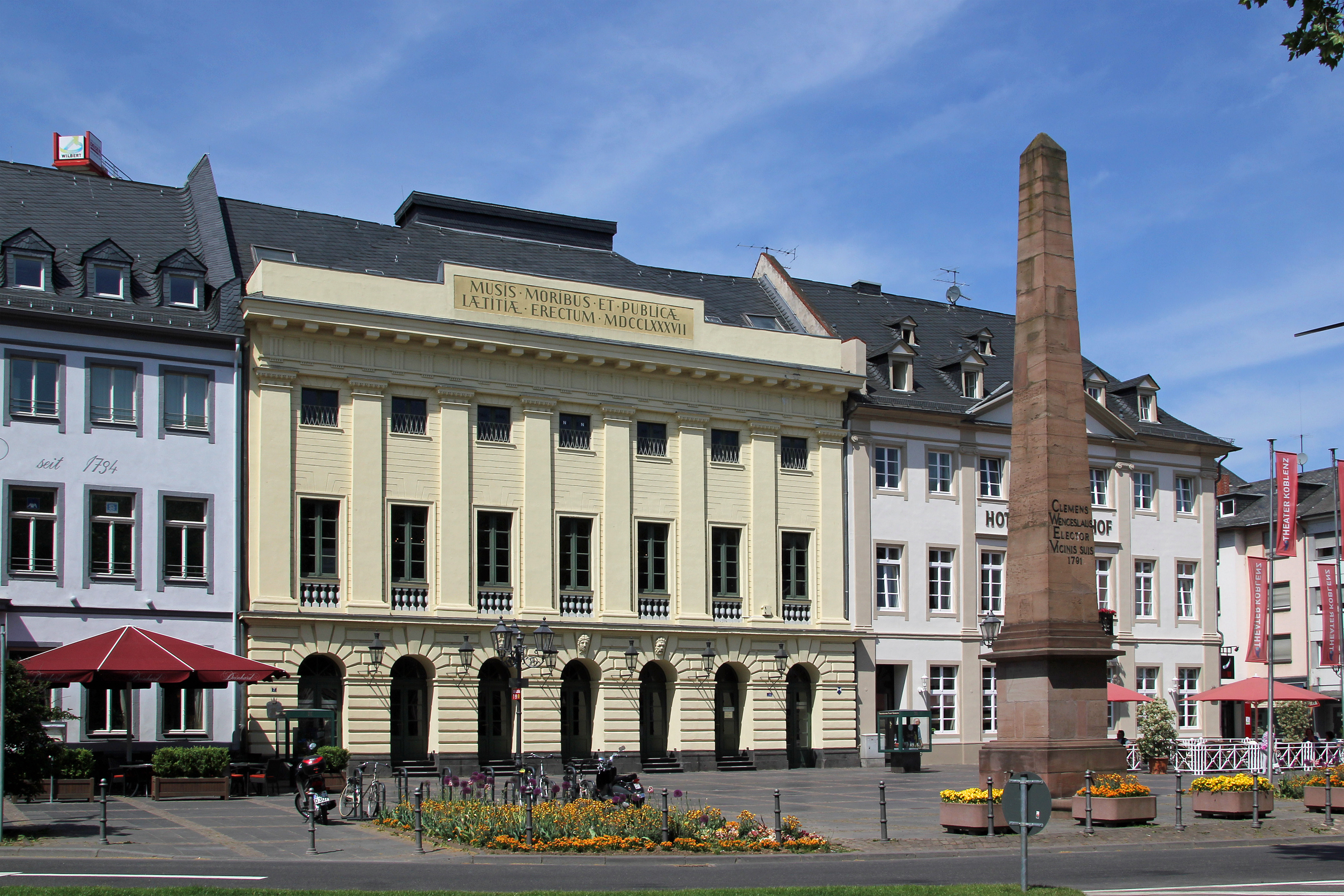
Théâtre municipal de Coblence.